# Sammy Fuentes
Pour les articles homonymes, voir Fuentes.
Sammy Fuentes est un boxeur portoricain né le 18 février 1964 à Loiza.

## Carrière
Passé professionnel en 1982, il remporte le titre vacant de champion du monde des poids super-légers WBO le 20 février 1995 après sa victoire par arrêt de l’arbitre à la 2e reprise contre Fidel Avendano. Vainqueur ensuite d'Hector Lopez, il cède sa ceinture le 9 mars 1996 aux dépens de l'italien Giovanni Parisi puis met un terme à sa carrière en 1998 sur un bilan de 34 victoires, 18 défaites et 2 matchs nuls.